# 板谷実
- 板谷實

板谷 実（いたや みのる、1928年〈昭和3年〉8月23日 - 2011年〈平成23年〉11月30日）は、日本の政治家、実業家。北海道苫小牧市長を経て、北海道議会議員（5期）。

## 略歴
北海道苫小牧市出身。実家は「千鳥屋商店」（現・千鳥屋板谷商店）を営み、北海道苫小牧中学校（現北海道苫小牧東高等学校）、海軍兵学校（77期）を経て、1949年（昭和24年）北海道大学農学部農芸化学科を卒業。理学博士。
北大卒業後富士紡績に入社し東京本社科学研究所などに勤務、在京時の1959年（昭和34年）に結婚し3児をもうける。その後新富士エンジンや北海道炭礦汽船に出向の後1972年（昭和47年）に苫小牧へ戻り、岩倉組土建取締役常務を経て、1983年（昭和58年）苫小牧市長選挙で苫小牧市長に初当選するも、次の1987年（昭和62年）市長選挙で鳥越忠行に敗れた。1991年（平成3年）民社党公認で北海道議会議員選挙に初当選（苫小牧市選挙区）。以後連続で当選し5期。民社党から新進党を経て1999年（平成11年）より自由民主党に所属していた。また千鳥屋商店の会長も務めていた。
2011年11月30日午後3時20分頃、乗っていた乗用車が苫小牧市の道央自動車道で中央分離帯の樹木に衝突し、病院に搬送されたが外傷性ショックにより死亡した。83歳没。
趣味は囲碁や読書、尊敬する人物には宮本武蔵を挙げていた。